# Väinölänniemen stadion
Väinölänniemen stadion – wielofunkcyjny stadion w Kuopio, w Finlandii. Został otwarty w 1923 roku. Może pomieścić 2543 widzów.
Väinölänniemen stadion został otwarty w 1923 roku. Obiekt położony jest na niewielkim półwyspie, niemal ze wszystkich stron otoczony przez jezioro Kallavesi. W przeszłości przez długi okres na obiekcie występowali piłkarze klubu KuPs. W okresie użytkowania obiektu zespół ten pięciokrotnie zdobył tytuł mistrza kraju (w latach 1956, 1958, 1966, 1974 i 1976). W 2005 roku drużyna ta przeniosła się jednak na gruntownie zmodernizowaną Magnum Arenę. Na obiekcie czterokrotnie (w latach 1976–1989) zagrała także piłkarska reprezentacja Finlandii. Ponadto obiekt gości również imprezy lekkoatletyczne; w latach 20. XX wieku na tym stadionie dwa rekordy świata pobił Paavo Nurmi: 31 sierpnia 1924 roku w biegu na 10 000 m (30:06,2) oraz 18 czerwca 1927 roku w biegu na 2000 m (5:24,6). Od 1980 roku stadion wyposażony jest w sztuczne oświetlenie.